# Três Livros de Filosofia Oculta
Três Livros de Filosofia Oculta (De Occulta Philosophia libri III) é o estudo de Heinrich Cornelius Agrippa da filosofia oculta, reconhecido como uma contribuição significativa para a discussão filosófica do Renascimento sobre os poderes da magia e sua relação com a religião. O primeiro livro foi impresso em 1531 em Paris, Colônia e Antuérpia, enquanto os três volumes completos apareceram pela primeira vez em Colônia em 1533.

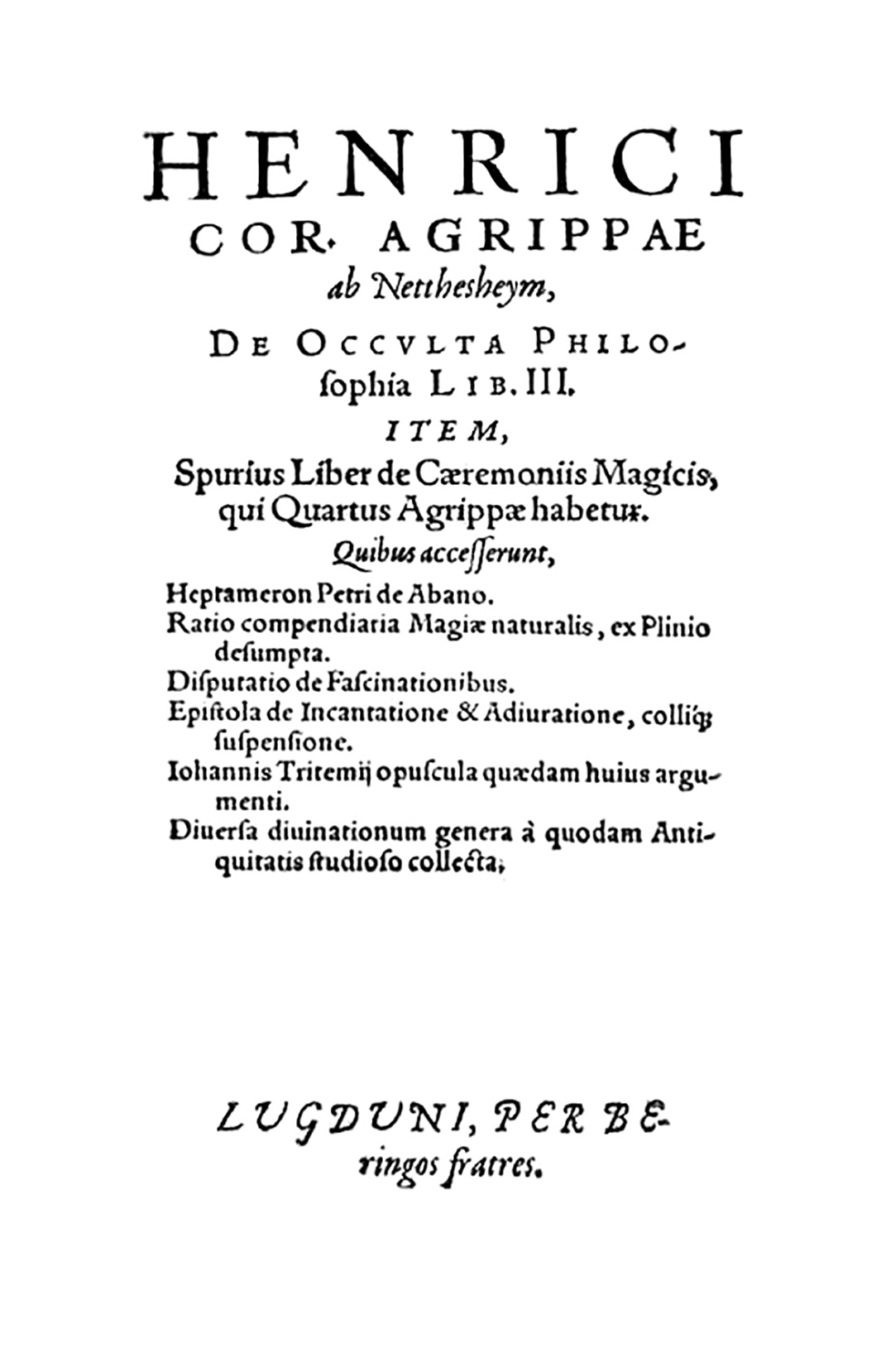
De Occulta Philosophia, Libri tres

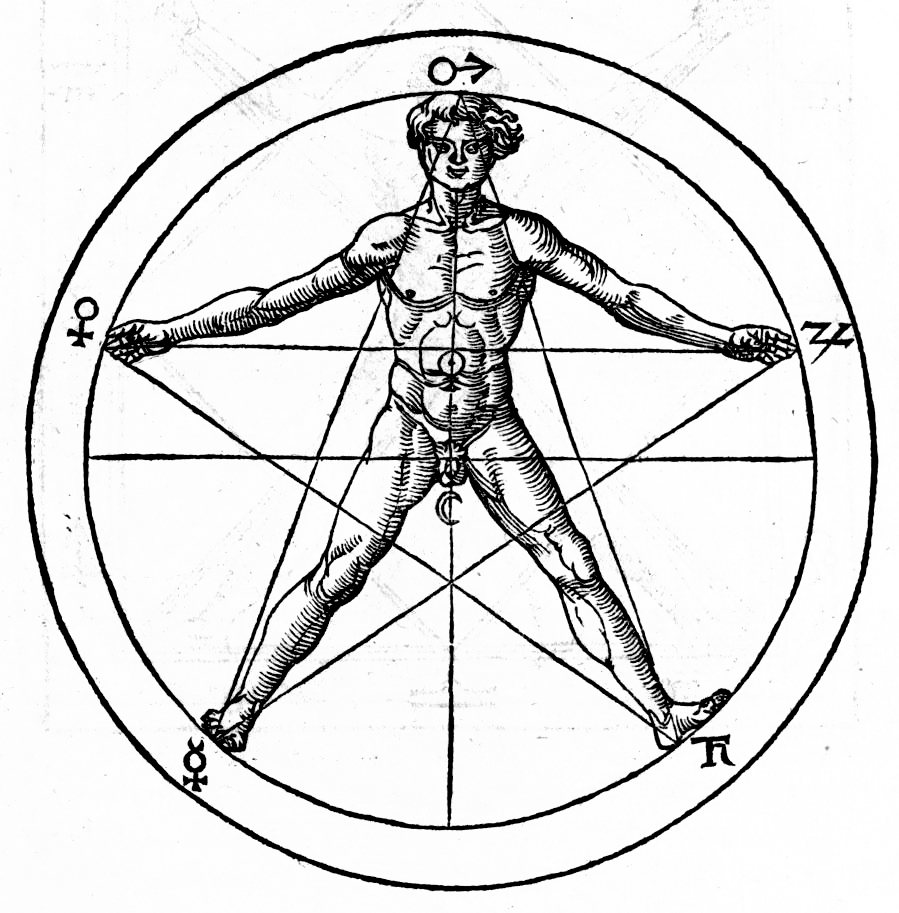
Homem inscrito em um pentagrama, dos Três Livros de Filosofia Oculta de Heinrich Cornelius Agrippa. Os signos no perímetro representam os 5 planetas visíveis na astrologia.

Os três livros tratam de magia elementar, celestial e intelectual. Os livros descrevem os quatro elementos, astrologia, Cabala, numerologia, anjos, nomes de Deus, as virtudes e relacionamentos entre si, bem como métodos de utilização desses relacionamentos e leis na medicina, vidência, alquimia, magia cerimonial, origens do que são do contexto hebraico, grego e caldeu.
Esses argumentos eram comuns entre outros filósofos herméticos na época e antes. Na verdade, a interpretação da magia de Agrippa é semelhante à síntese de magia e religião dos autores Marsilio Ficino, Pico della Mirandola e Johann Reuchlin, e enfatiza uma exploração da natureza.

## Edições
- Agrippa, Henry Cornelius (1651). Three Books of Occult Philosophy. Traduzido por James Freake. London: Printed by R.W. for Gregory Moule
- ——— (1898).  Whitehead, Willis F., ed. Three Books of Occult Philosophy: Book One – Natural Magic. Chicago: Hahn & Whitehead
- ——— (1913).  de Laurence, L. W., ed. The Philosophy of Natural Magic. Traduzido por James Freake. [S.l.: s.n.] (Book One only)
- ——— (1974).  Shepherd, Leslie, ed. The Philosophy of Natural Magic. Traduzido por James Freake. [S.l.]: University Books. ISBN 0-82160-218-7 (Book One apenas; reimpressão da edição Laurence)
- ——— (1986). Three Books of Occult Philosophy. Traduzido por J. F. Facsimile ed. Hastings, England: Chthonios Books
- ——— (2005).  Tyson, Donald, ed. Three Books of Occult Philosophy. Traduzido por James Freake. [S.l.]: Llewelyn Worldwide. ISBN 0-87542-832-0
- ——— (2020). De Occvlta Philosophia. I–IV. Traduzido por Paul Summers Young. [S.l.]: Black Letter Press
- ——— (2021). Three Books of Occult Philosophy. Traduzido por Eric Purdue. [S.l.]: Inner Traditions. ISBN 978-1644114162